# Kaspar Tholde

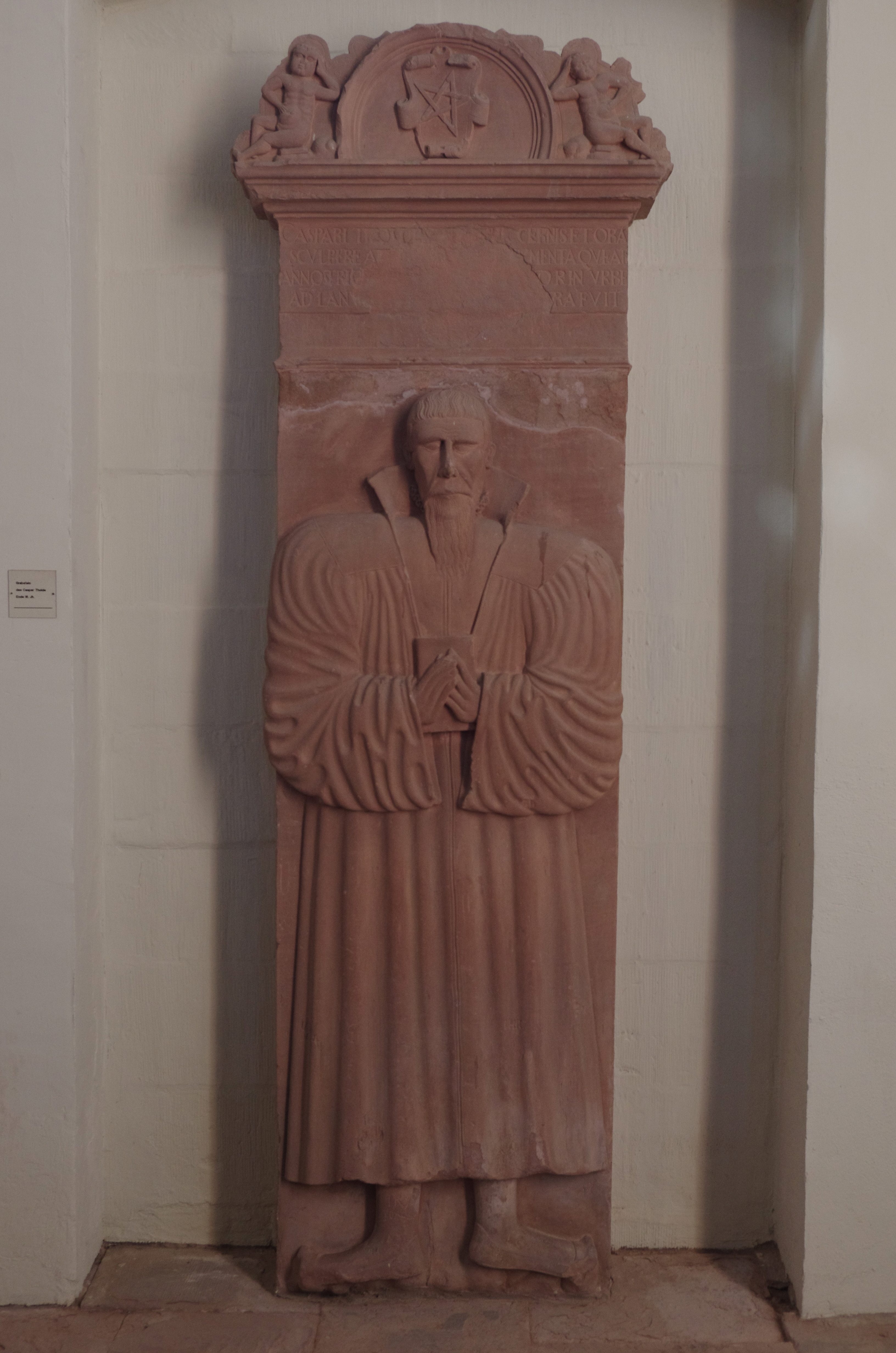
Grabstein Caspar Tholde. Liebfrauenkirche Frankenberg (Eder)

Kaspar Tholde (auch Caspar Thölde, Tolde) (* ca. 1520 in Gudensberg oder Halgehausen; † 21. Dezember 1582 in Frankenberg (Eder)) war ein althessischer lutherischer Pfarrer. 
Tholde immatrikulierte sich 1534 an der Universität Marburg und 1545 an der Universität Wittenberg, wo er am 25. Februar 1546 die Magisterwürde erwarb. Er wurde 1550 Pfarrer in Fritzlar und 1551 in Frankenberg (Eder), wo er (mit zweimonatiger Unterbrechung 1552) bis zu seinen Tode wirkte. Am 4. November 1556 wurde er in der Nachfolge von Adam Krafft zum Superintendenten der Diözese Marburg gewählt. Er verweigerte zunächst die Annahme des Amts, wurde im Januar 1559 auf Befehl von Landgraf Philipp von Hessen aber doch eingesetzt, wobei er jedoch auf Wunsch des Frankenberger Stadtrats sein dortiges Amt behalten durfte.
Zusammen mit Johannes Pistorius wirkte Tholde maßgeblich an der Satzung der Universität Marburg von 1560 mit. Er vertrat die Landgrafschaft häufig auf theologischen Konferenzen, die zur Beilegung der innerlutherischen Streitigkeiten dienen sollten, und vertrat dort zumeist eine dezidiert lutherische Position; sein Wirken verstärkte die Spannungen zwischen der lutherisch ausgerichteten Landgrafschaft Hessen-Marburg und der dem reformierten Bekenntnis zugeneigten Landgrafschaft Hessen-Kassel.